# Li Dongmei
Dans ce nom chinois, le nom de famille, Li, précède le nom personnel.
Li Dongmei (en chinois : 李冬梅), née le 6 novembre 1969 à Changchun, est une joueuse chinoise de basket-ball.

## Carrière
Avec l'équipe de Chine de basket-ball féminin, elle est médaillée d'argent aux Jeux olympiques d'été de 1992 et au Championnat du monde de basket-ball féminin 1994 ainsi que médaillée de bronze aux Jeux asiatiques de 1994.